# Saltel industries
Saltel Industries est une jeune entreprise industrielle, créée et dirigée par Jean-Louis Saltel. Elle conçoit et fabrique des matériels de forage de haute technologie pour l'exploitation pétrolière et gazière. Entreprise bretonne, elle a son siège à Bruz et un second établissement à Noyal-Châtillon-sur-Seiche, tous deux proches de Rennes.

## Historique
En 2004, Jean-Louis Saltel, gadzarts (ingénieur Arts et Métiers), et diplômé de l'Institut Supérieur des Affaires (HEC), vient de vendre à Schlumberger la startup Drillflex qu'il a créée quelques années plus tôt. Il fonde sa nouvelle entreprise, Saltel Industries, dans son garage, avec son fils Benjamin qui vient d'obtenir son diplôme d’Arts et Métiers ParisTech, et quelques anciens de Drillflex. Son autre fils, Nicolas, les rejoint en 2005. La nouvelle startup conçoit et réalise des équipements, en particulier des obturateurs gonflables (ou packers (en)) et des flexibles à haute pression et température pour l'industrie pétrolière. Schlumberger aide à tester les prototypes, et les premières ventes - exclusivement à l'export - arrivent en 2006. Issus de plusieurs années de recherche et développement, ces matériels exploitent plusieurs brevets. Au cours des forages, ils permettent de mesurer la porosité des formations géologiques, et de déterminer le niveau d'extraction optimal. En 2006, l'entreprise a une quinzaine de salariés, pour un chiffre d'affaires de 1 800 k€ environ.
En 2009, treize brevets couvrent les innovations de Saltel industries, et elle s'installe dans une nouvelle usine de 2 500 m² sur le campus universitaire de Ker Lann. La recherche et développement représente alors 15 % de l'activité (CA de l'ordre de 3 500 k€) et le bureau d'études emploie une dizaine d'ingénieurs sur un effectif total de 28 personnes. Dans cette période de stagnation de son activité, l'entreprise continue d'embaucher des cadres

## Saltel Industries aujourd'hui
En 2012, l'entreprise renforce son capital, avec l'aide du fonds stratégique d'investissement et de Sodero Gestion, d'un million d'euros. Cet argent frais est destiné à financer le développement mondial de l'entreprise. En 2012, elle emploie 55 salariés dans ses deux établissements français, et 14 au Canada et aux États-Unis.
En 2013, Saltel Industries vend ses équipements à Shell ou Schlumberger et autres grands groupes internationaux. Ces produits, fabriqués à Rennes, sont installés dans le monde entier par les collaborateurs de l'entreprise. 23 brevets internationaux ont été déposés depuis 2004, et le budget de R&D reste à 15 % du CA. 
Après le succès des patchs de réparation des puits mis au point en 2006 - qui équipe en 2013 près de 170 installations de par le monde -, l'entreprise a conçu un système original d'étanchéité pour protéger les nappes aquifères, dans les techniques de fracturation hydraulique. Pour le commercialiser, Saltel Industries crée en 2013 de nouvelles filiales en Algérie et en Australie. Les quatre filiales internationales sont installées dans des pays où la fracturation hydraulique, interdite en France, est très développée. En 2014, les capacités d'exportation et de R&D de Saltel Industries suscitent l'intérêt des autorités françaises.
En 2016, l'entreprise Saltel Industries est rachetée par Schlumbeger.
En 2020,  elle emploie environ 75 salariés dans ses établissements français.

### SiteSaltel Industries
- « Site Saltel Industries » (consulté le 15 avril 2014).